# Hesionides peculiaris
Hesionides peculiaris är en ringmaskart som beskrevs av Westheide och Rao 1977. Hesionides peculiaris ingår i släktet Hesionides och familjen Hesionidae. Inga underarter finns listade i Catalogue of Life.